# Слёзы вина

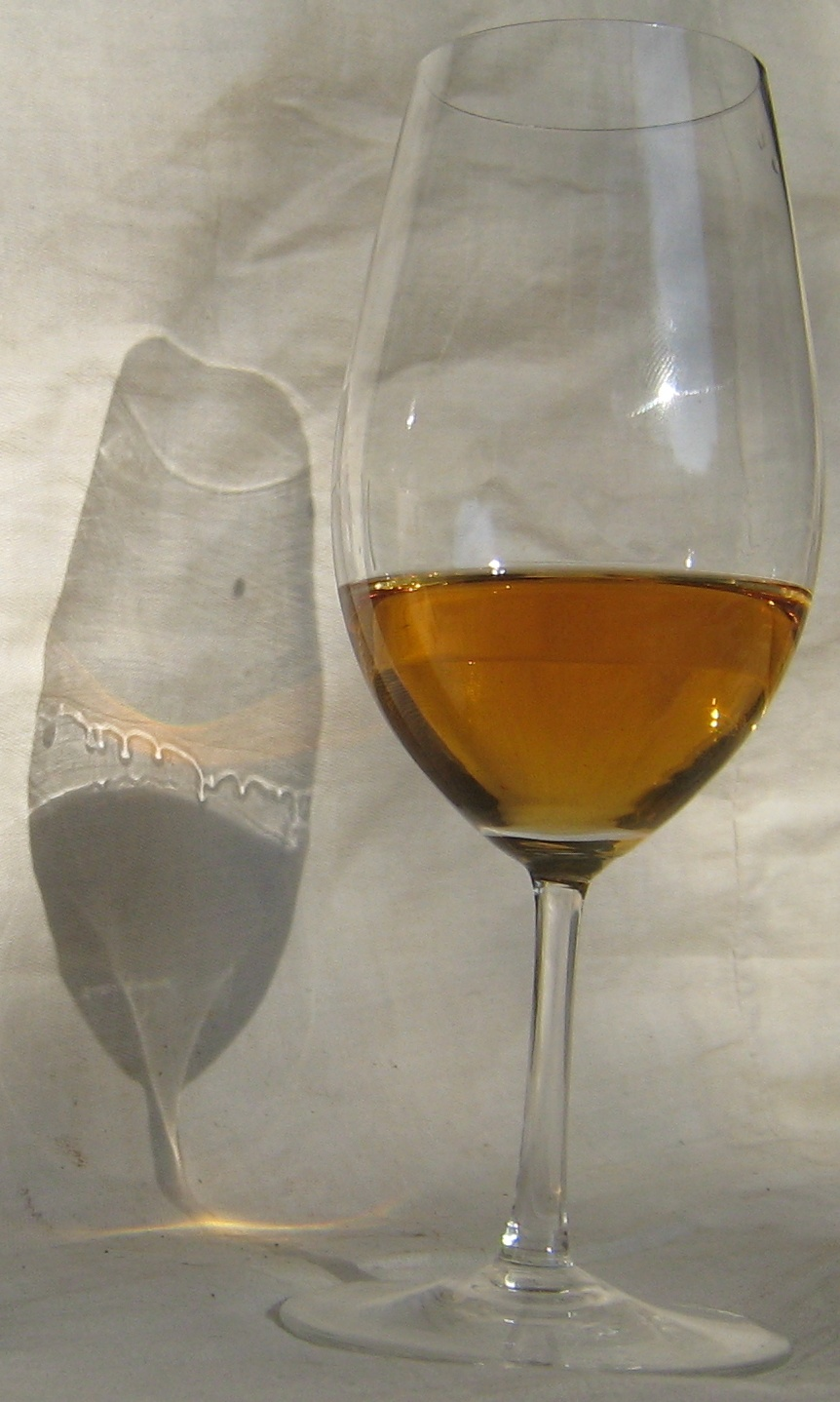
Слезы вина отчетливо видны в тени этого бокала с 13,5% десертным вином Caluso Passito.

Явление, называемое винными слезами, проявляется в виде кольца прозрачной жидкости наверху бокала с вином, из которого непрерывно образуются капли, которые снова падают в вино. Это наиболее легко наблюдается в вине с высоким содержанием алкоголя . Его также называют винными ножками, пальцами, занавесками, церковными окнами или лапками.

## Причина
Эффект является следствием того, что спирт имеет более низкое поверхностное натяжение, чем вода . Если спирт смешать с водой неоднородно, область с более низкой концентрацией спирта будет притягивать окружающую жидкость сильнее, чем область с более высокой концентрацией спирта. В результате жидкость имеет тенденцию вытекать из областей с более высокой концентрацией спирта. Это можно легко и наглядно продемонстрировать, если нанести на гладкую поверхность тонкую пленку воды, а затем капнуть каплю спирта в центр пленки. Жидкость вырвется из области, куда попала капля спирта.
Вино в основном представляет собой смесь спирта и воды с растворенными сахарами, кислотами, красителями и ароматизаторами. Там, где поверхность вина соприкасается со стенкой бокала, капиллярное действие заставляет жидкость подниматься по стенке бокала. При этом и спирт, и вода испаряются из поднимающейся пленки, но спирт испаряется быстрее из-за более высокого давления пара. Возникающее в результате снижение концентрации спирта приводит к увеличению поверхностного натяжения жидкости, и это приводит к тому, что больше жидкости вытягивается из основной массы вина, которое имеет более низкое поверхностное натяжение из-за более высокого содержания спирта. Вино движется вверх по стенке бокала и образует капли, которые под собственным весом падают обратно.
Впервые это явление было правильно объяснено физиком Джеймсом Томсоном, старшим братом лорда Кельвина, в 1855 году. Это пример того, что сегодня называют эффектом Марангони  (или эффектом Гиббса-Марангони): течение жидкости, вызванное градиентами поверхностного натяжения.
Эффект можно использовать для перемещения капель воды в технических приложениях.
Иногда ошибочно утверждают, что вино с «большим количеством ножек» слаще или лучшего качества. На самом деле интенсивность этого явления зависит только от содержания алкоголя, и его можно полностью устранить, накрыв бокал (что останавливает испарение алкоголя). Британский физик К. В. Бойс утверждает, что библейское предписание: «Не смотри на вино, когда оно красное, когда оно дает свой цвет в чаше, когда оно движется правильно» ( Притчи 23:31) относится к этому эффекту. Поскольку «винные слёзы» наиболее заметны в вине с высоким содержанием алкоголя, автор может предложить это как способ опредения вина, которого следует избегать в интересах трезвости.
В публикации 2019 года указывалось, что в этом явлении может играть роль динамика ударных волн.

## Связанные явления
Другими жидкостными явлениями, которые возникают в смесях спирт-вода, являются бусины и вискозиметрия . Они более более выражены в крепких спиртных напитках, нежели в вине.
"Бусины" образуются в виде стабильных пузырьков при встряхивании ликёра. Это явление происходит только в ликёре, который содержит более 46% спирта, и является примером эффекта Марангони. Встряхивание бутылки из-под виски для образования пузырьков называется «взбиванием виски».
Вискозиметрия – это образование завитков при добавлении воды к сильноалкогольной смеси.